# Weiterentwicklung der Armee
Die Weiterentwicklung der Armee (WEA) ist nach der Armee 95 und der Armee XXI eine weitere Reorganisation der Schweizer Armee, die mit dem sicherheitspolitischen Bericht vom 23. Juni 2010 und dem Armeebericht vom 1. Oktober 2010 angestossen wurde. 

## Geschichte
Die WEA diente dazu, ab 2017 die Bereitschaft der Armee zu erhöhen, die Ausbildung und Ausrüstung zu verbessern sowie die regionale Verankerung zu stärken. Das Verhältnis zwischen den Leistungen und den finanziellen Mitteln sollte auf eine nachhaltig solide Basis gestellt werden. Mit der WEA soll die Armee auch in Zukunft die Schweiz und ihre Bevölkerung wirksam gegen moderne Bedrohungen und Gefahren verteidigen und schützen. Die Umsetzung des Projekts WEA war grösstenteils bis 2020 abgeschlossen, wobei die Weiterentwicklung der Schweizer Armee ein ständiger Prozess bleibt.
Die Vernehmlassung fand im Herbst 2013 statt. Kantone, politische Parteien, Dachverbände sowie die weiteren, im Einzelfall interessierten Kreise wurden eingeladen, sich zur Vorlage und der damit zusammenhängenden Teilrevision des Militärgesetzes zu äussern. Die Botschaft wurde in der Folge angepasst und vom Bundesrat am 3. September 2014 zuhanden des Parlamentes verabschiedet. Die parlamentarische Beratung fand 2014 bis 2015 statt. 
Die beiden Räte verabschiedeten am 18. März 2016 die Rechtsgrundlagen zur WEA mit dem Militärgesetz und der Verordnung 513.1 der Bundesversammlung über die Organisation der Armee (Armeeorganisation, AO). Sie wurden am 29. März 2017 vom Bundesrat in Kraft gesetzt.
Die Umsetzung der WEA, welche am 1. Januar 2018 begonnen hatte, soll bis am 31. Dezember 2022 abgeschlossen werden. Seit Beginn der Umsetzung zeigte sich in einzelnen Bereichen Handlungsbedarf, welcher teilweise Armeeintern korrigiert wurde, andererseits aber auch noch Änderungen des Militärgesetzes (MG), der Verordnung der Bundesversammlung über die Armeeorganisation (AO) und weiterer rechtlicher Grundlagen bedarf. Bis 2024 soll die Führungsunterstützungsbasis (FUB) in ein Kommando Cyber weiterentwickelt werden. Das zukünftige Kommando Cyber soll die militärischen Schlüsselfähigkeiten in den Bereichen Lagebild, Cyberabwehr, Informations- und Kommunikationstechnik, Führungsunterstützung, Kryptologie und elektronische Kriegführung abdecken. Personell soll das Kommando ausgebaut werden, inklusive einem Cyber-Bataillon und einen Cyber-Fachstab, welche bis 2022 gebildet werden sollen.

## Ziel und Eckwerte
Ziel des Projekts ist es, die Armee im Rahmen der politischen und rechtlichen Rahmenbedingungen als Sicherheitsinstrument der Schweiz auf die zukünftigen Anforderungen auszurichten.
Eckpfeiler der WEA sind daher:
1. Erhöhung der Bereitschaft
2. Verbesserung der Ausbildung
3. Vollständige Ausrüstung
4. Stärkung der regionalen Verankerung

Die Eckwerte der Armee nach der Umsetzung der WEA:
- Grundlage: Wehrpflicht und Milizprinzip
- Jahresbudget: 5 Mrd. CHF
- Sollbestand: 100'000 Angehörige der Armee
- Diensttage: ca. 5 Mio. Jahr
- Aufgaben:
  - Die Schweizer Armee verteidigt Land und Bevölkerung.
  - Unterstützung der zivilen Behörden
  - Friedensförderung

## Grundlagen und Verfassungsauftrag
Grundlagen für dieses Projekt sind der Sicherheitspolitische Bericht (SIPOL B 2010), der Armeebericht 2010 und die sogenannte Mängelliste 2009.
Artikel 58 Absatz 2 der Bundesverfassung lautet: «Die Armee dient der Kriegsverhinderung und trägt bei zur Erhaltung des Friedens; sie verteidigt das Land und seine Bevölkerung. Sie unterstützt die zivilen Behörden bei der Abwehr schwerwiegender Bedrohungen der inneren Sicherheit und bei der Bewältigung anderer ausserordentlicher Lagen. Das Gesetz kann weitere Aufgaben vorsehen.»

## Anpassungen der Armeeorganisation und Neugliederung der Führungsstrukturen
Mit der Reduktion auf einen Sollbestand von 100.000 (Effektivbestand von 140.000) Angehörigen der Armee (AdA) wurden mehrere Grosse Verbände und verschiedene Bataillone und Abteilungen umstrukturiert und neu unterstellt.
Die Gliederung der Armee XXI wurde beibehalten, aber die Zahl der Bataillone, Abteilungen und Geschwader wurde von 177 auf 109 verringert. Die Bereiche wurden in Einsatz, Unterstützung und Ausbildung gegliedert. Insgesamt wurden 69 Truppenkörper aufgelöst, wovon 17 aktive und 52 der Reserve.
Im Zuge der Umstellung der Armee wurden die Panzerbrigaden (Pz Br 1, 11), die Infanteriebrigaden (Inf Br 2, 5, 7) und die Gebirgsinfanteriebrigaden (Geb Inf Br 9, 10, 12) per 31. Dezember 2017 aufgelöst. Die ihnen unterstellten Infanterie- und Gebirgsinfanteriebataillone wurden entweder aufgelöst, den Territorialdivisionen 1 bis 4 unterstellt oder in Mechanisierte Bataillone umgewandelt und mit den Panzerbataillonen den Mechanisierten Brigaden (Mech Br 1, 4, 11) unterstellt.
Die Infanteriebrigade 5 wurde per 1. Januar 2018 zur Mechanisierten Brigade 4. Drei Infanteriebataillone per Ende 2017 aufgelöst, darunter das Zürcher Infanteriebataillon 70.
Mit der Überführung der in die neue Armeeorganisation mussten zahlreiche Akten von aufgelösten oder überführten Milizformationen archiviert werden, damit Denken und Handeln der Truppe für kommende Generationen militärhistorisch und für die Erforschung der Schweizerischen Sozial- und Kulturgeschichte dokumentiert werden konnten. Angehörige des Armeearchivs unterstützten die Grossen Verbände bei der fachgerechten Aufbereitung der Akten und überstellen sie dem Schweizerische Bundesarchiv.